# Le Secret du forçat
Le Secret du forçat est un film muet français réalisé par Louis Feuillade et sorti en 1913.

## Fiche technique
- Réalisation et scénario : Louis Feuillade
- Société de production : Société des Établissements L. Gaumont
- Format : Muet - Noir et blanc - 1,33:1 - 35 mm
- Métrage : 1 159 m
- Genre :  Drame
- Date de sortie : 
  - France : 14 mars 1913

## Distribution
- René Navarre : Jean Mareuil
- Renée Carl : Madame Vicart
- Yvette Andréyor : Madame de Chambourcy
- Paul Manson : le juge
- Luitz-Morat : Vicart
- Madeleine Ramey : Madame Fériaud
- Edmond Bréon : l'inspecteur Fériaud